# Forenede Baltiske Hertugdømme
Det Forenede Baltiske Hertugdømme var en egen stat i dagens dagens Estland og Letland, som baltiske folk, russisk eksiladel og balttyskere oprettede i 1918.
Efter Brest-Litovsk-freden blev Adolf Frederik af Mecklenburg-Schwerin, 22. september 1918, udnævnt til statsoverhoved af den provisoriske regering for Det Forenede Baltiske Hertugdømme under kejser Wilhelm 2. af Tyskland, der blev etableret i den baltiske region.
Novemberrevolutionen, som betød at 1. verdenskrig kunne afsluttes, ligesom revolutionen til sidst banede vejen for indførelsen af et parlamentarisk demokrati i form af Weimarrepublikken, gjorde at Adolf Frederik aldrig nåede at acceptere udnævnelsen på grund af revolutionen, da hertugdømmets regering under ledelse af landmarskal Adolf Pilar von Pilchau, den 28 november 1918 ophørte med at fungere.
Hertugdømmet Kurland og Semgallen opslugtes i 1918 af Forenede Baltiske Hertugdømme, selvom ingen af disse anerkendtes af andre end det Tyske Kejserrige.
56°56′56″N 24°06′23″Ø / 56.9489°N 24.1064°Ø